# Francesco Colasuonno
Francesco Colasuonno, italijanski rimskokatoliški duhovnik, škof in kardinal, * 2. januar 1925, Grumo Appula, † 31. maj 2003.

## Življenjepis
28. septembra 1947 je prejel duhovniško posvečenje.
6. decembra 1974 je bil imenovan za naslovnega nadškfoa Truentuma in za apostolskega delegata v Mozambiku. 9. februarja 1975 je prejel škofovsko posvečenje.
Pozneje je bil imenovan še na več vatikanskih diplomatskih položajev:
- 7. marca 1981 za apostolskega pronuncija v Zimbabveju,
- 8. januarja 1985 za apostolskega pronuncija v Jugoslaviji,
- 9. aprila 1986 za apostolskega nuncij na Poljskem,
- 15. marca 1990 za apostolskega delegata v Ruski federaciji,
- 12. novembra 1994 za apostolskega nuncija v Italiji in
- 22. aprila 1995 za apostolskega nuncija v San Marinu.

21. februarja 1998 je bil povzdignjen v kardinala, imenovan za kardinal-diakona S. Eugenio; ta dan je tudi odstopil iz zadnjih dveh nuncijskih položajev.